# Posições sobre Jerusalém

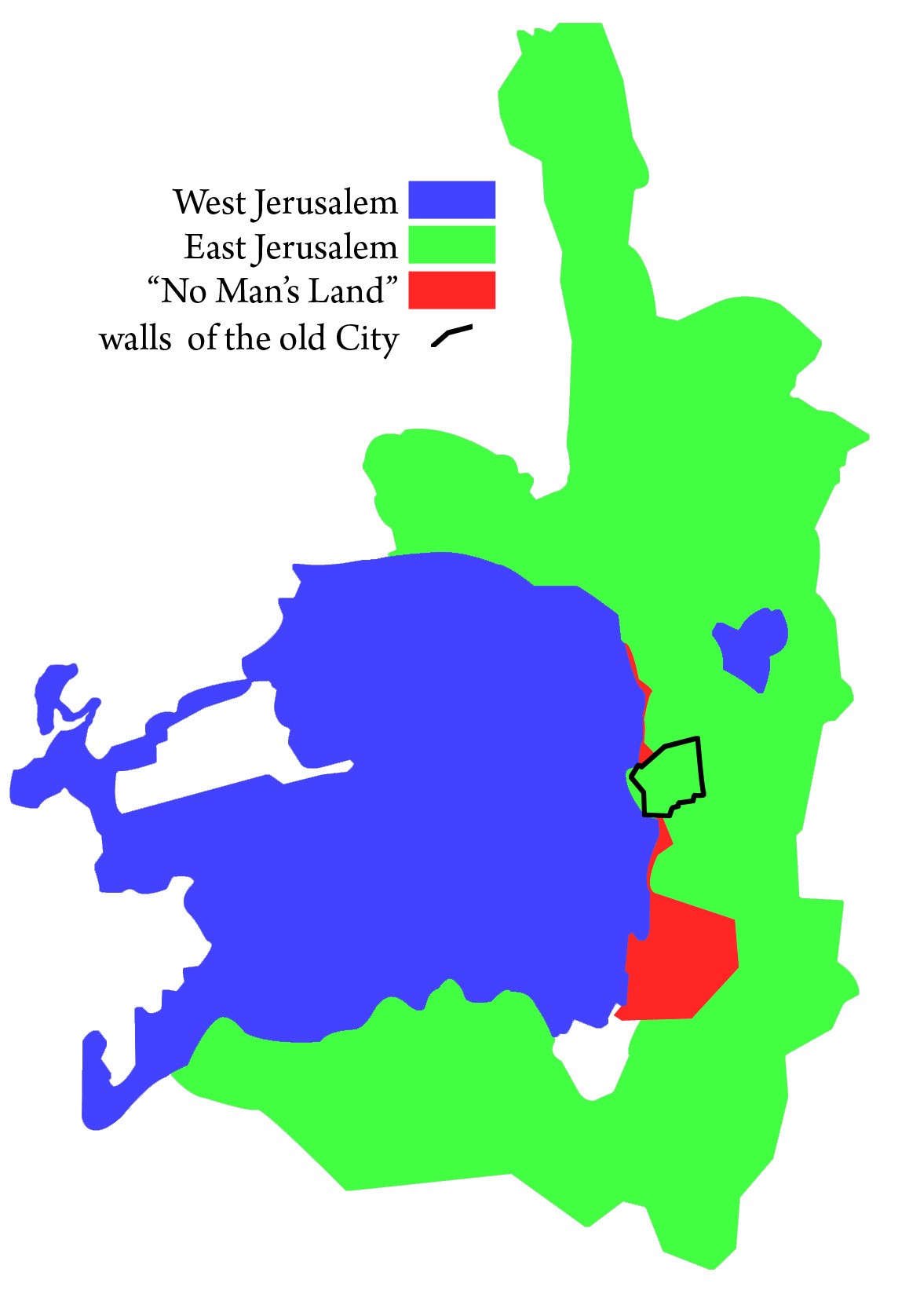
Área municipal de Jerusalém.

A situação jurídica da cidade de Jerusalém é motivo de controvérsias e disputas diplomáticas — tanto o Estado de Israel quanto o Estado da Palestina reivindicam Jerusalém como a sua capital. Atualmente, Israel mantém controle de facto sobre todo o território de Jerusalém. Contudo, existem muitas posições sobre Jerusalém legais e diplomáticas:
- Para Israel, toda a cidade de Jerusalém pertence a Israel e é a sua capital.
- Para a quase totalidade da comunidade internacional, inclusive a Organização das Nações Unidas, a metade leste da cidade, conhecida como Jerusalém Oriental, é território ocupado por Israel, que invadiu e ocupou militarmente essa parte da cidade, até então sob jurisdição árabe, em 1967.[2]
- De jure, a maior parte dos membros das Nações Unidas e a maioria das organizações internacionais não aceitam Jerusalém como a capital de Israel, nem reconhecem a anexação de Israel de Jerusalém Oriental. As embaixadas junto ao governo israelense estão, por exemplo, geralmente situadas na cidade israelense de Tel Aviv, que serviu como capital temporária de Israel durante o bloqueio árabe a Jerusalém em 1948. Por outro lado, os Estados Unidos da América reconhece Jerusalém como a capital de Israel e mantém sua embaixada nessa cidade.[3][4]

## Autoridade Nacional Palestina

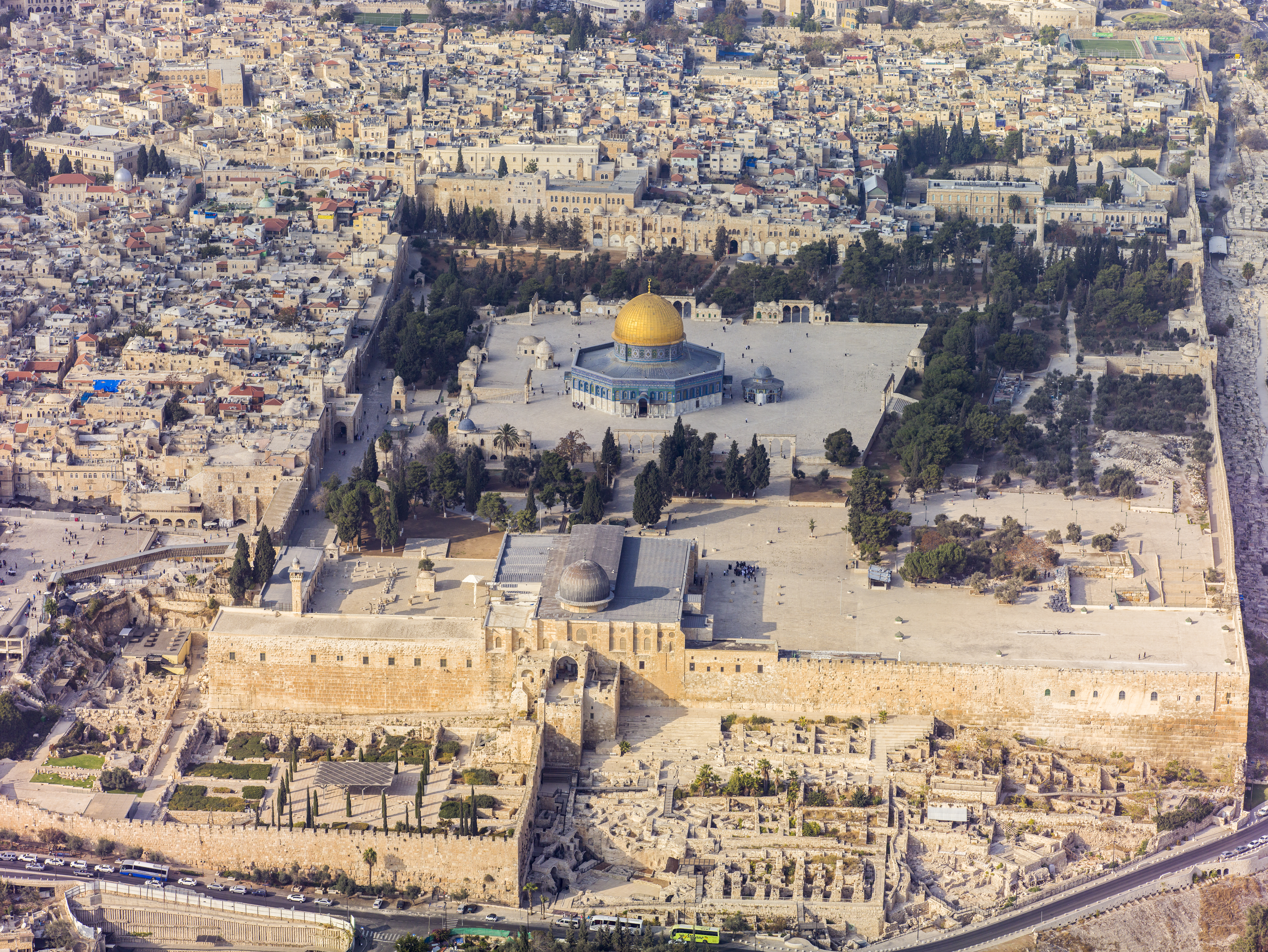
Monte do Templo.

A Autoridade Nacional Palestina vê Jerusalém Oriental como território ocupado de acordo com a Resolução 242 do Conselho de Segurança das Nações Unidas. A Autoridade Palestina reclama toda Jerusalém Oriental, incluindo o Monte do Templo, como a capital do Estado da Palestina e afirma que Jerusalém Ocidental também está sujeita a negociações sobre seu estatuto permanente. No entanto, afirmou que estaria disposta a considerar soluções alternativas, como fazer de Jerusalém uma cidade aberta. A posição oficial dos palestinos é de que Jerusalém deveria ser uma cidade sem partição física e que a Palestina garantiria liberdade de culto, acesso e proteção dos locais de importância religiosa.

## Israel

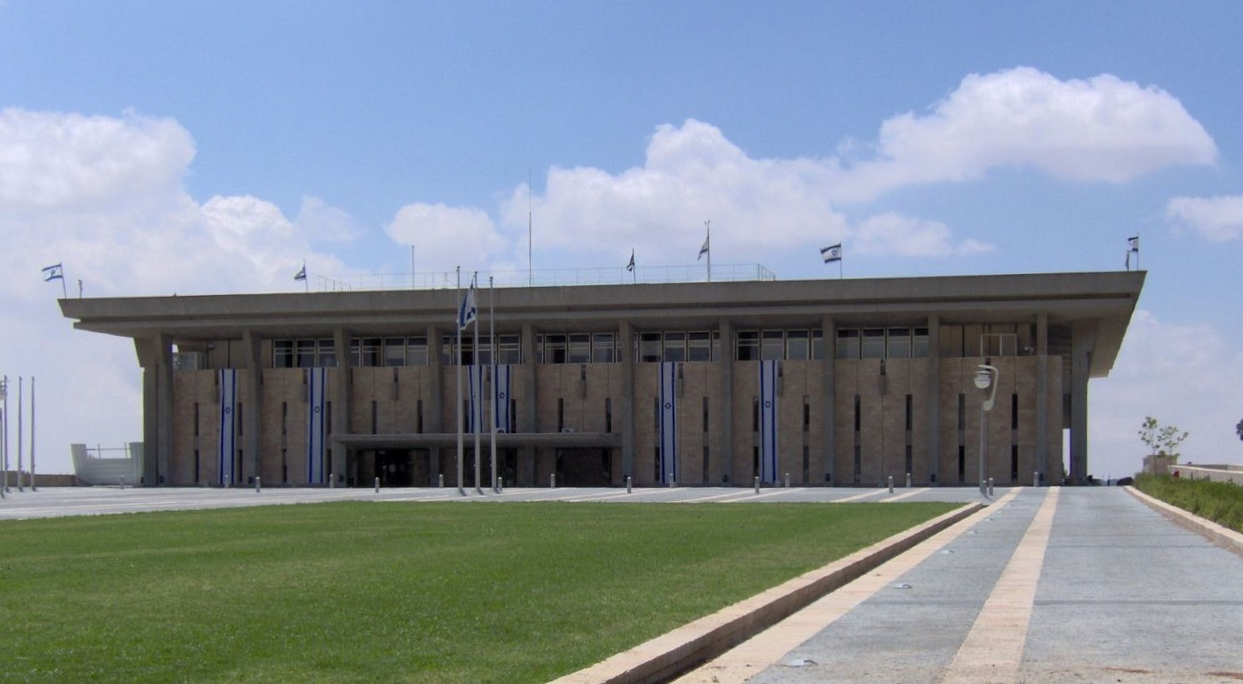
Parlamento de Israel em Jerusalém.

Israel declarou Jerusalém como sua capital, mais tarde anexou Jerusalém Oriental e declarou a cidade unida como sua capital. A maioria dos governos israelenses rejeitaram pedidos para dividir Jerusalém e proclamaram que ela permaneceria unida sob a soberania israelense, embora alguns governos israelenses estivessem dispostos a discutir uma divisão da cidade. Israel também sugeriu que a futura capital de um Estado palestino deveria estar no subúrbio de Jerusalém, Abu Dis. Israel reivindica que adquiriu soberania sobre a parte ocidental da cidade em 1948. Ao sair do domínio do Reino Unido, a área permaneceu sem um soberano e durante a guerra, Israel assumiu o controle. David Ben-Gurion declarou Jerusalém a "Capital Eterna" de Israel em 1949. Para Israel, a Jordânia havia tomado a parte oriental da cidade através de um ato de agressão em 1948 e, portanto, nunca adquiriu a soberania legítima. Israel conquistou a cidade em 1967 durante uma a Guerra dos Seis Dias.

## Nações Unidas

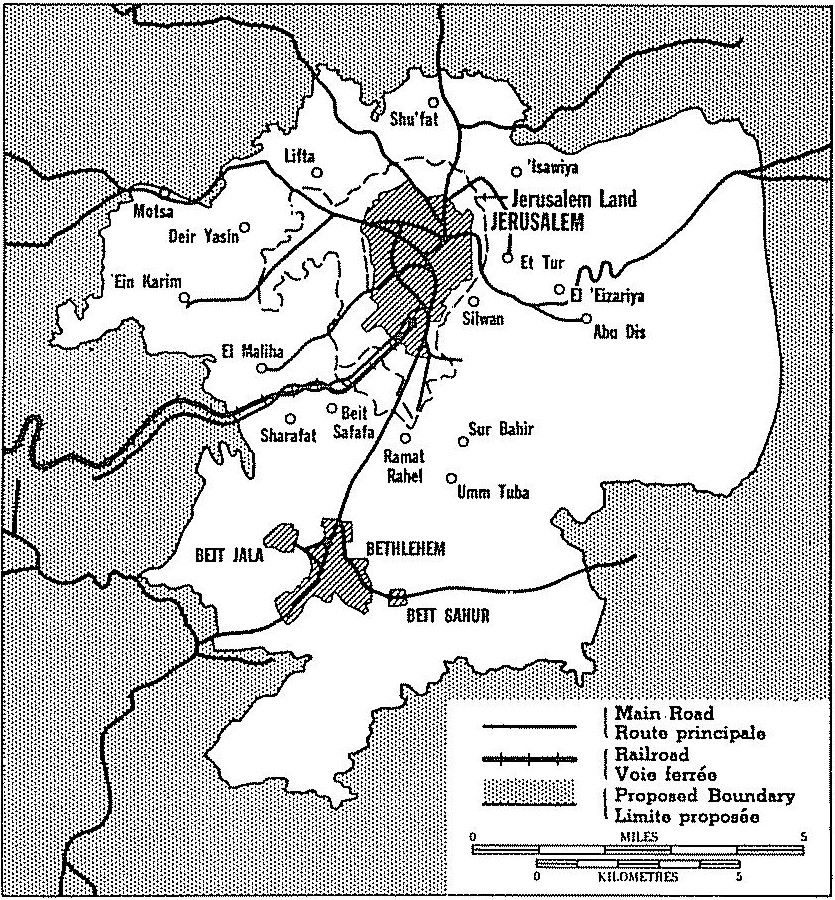
Jerusalém como um corpus separatum administrado pela ONU.

As Nações Unidas consideram Jerusalém Oriental como território palestino ocupado e prevê que Jerusalém se torne a capital de dois Estados, Israel e Palestina.
A Resolução 181 (II) da Assembleia Geral das Nações Unidas, aprovada em 29 de novembro de 1947, prevê a plena internacionalização territorial de Jerusalém: "A cidade de Jerusalém será estabelecida como um corpus separatum sob um regime internacional especial e será administrada pelas Nações Unidas". A resolução recebeu o consentimento da liderança judaica na Palestina, mas foi rejeitada pelos árabes. Esta posição foi reiterada após a guerra árabe-israelense de 1948 na Resolução 303 (IV) da Assembleia Geral da ONU de 1949. De acordo com um relatório de 1979 preparado para e sob a orientação do Comitê sobre o Exercício dos Direitos Inalienáveis do Povo Palestino, as Nações Unidas mantiveram o princípio de que o estatuto legal de Jerusalém é o de um corpus separatum.
A Assembleia Geral das Nações Unidas não reconhece a proclamação de Jerusalém como a capital de Israel, que é, por exemplo, refletida na redação da Resolução 63/30 de 2009 da Assembleia Geral que afirma que "todas as ações de Israel, a potência ocupante, de impor suas leis, jurisdição e administração na Cidade Santa de Jerusalém são ilegais e, portanto, nulas e sem validade, e exorta Israel a cessar todas essas medidas ilegais e unilaterais".
Embora a Assembleia Geral não possa aprovar resoluções juridicamente vinculativas sobre questões internacionais, o Conselho de Segurança das Nações Unidas, que tem autoridade para fazê-lo, aprovou um total de seis resoluções sobre Israel, incluindo a Resolução 478 do CSNU, que afirmou que a promulgação da Lei Básica de Jerusalém de 1980, que declara a Jerusalém unificada como a capital "eterna e indivisível" de Israel, era uma violação do direito internacional. A resolução recomendou aos Estados-membros da ONU que retirem sua representação diplomática da cidade. O Conselho de Segurança, bem como a ONU em geral, afirmou consistentemente a posição de que Jerusalém Oriental é um território ocupado, de acordo com as disposições da Quarta Convenção de Genebra. O Tribunal Internacional de Justiça descreveu Jerusalém Oriental em 2004 como "território palestino ocupado".

## União Europeia
A União Europeia atualmente vê o estatuto de Jerusalém como o de um corpus separatum, incluindo Jerusalém Oriental e Ocidental, conforme delineado na Resolução 181 da ONU. No interesse de alcançar uma solução pacífica para o conflito árabe-israelense, a UE acredita que deve ser encontrada uma solução justa sobre a questão de Jerusalém no contexto da solução de dois Estados. Tendo em conta as preocupações políticas e religiosas de todas as partes envolvidas, prevê que a cidade seja a capital compartilhada de Israel e da Palestina.
A UE se opõe a medidas que prejudicariam o resultado das negociações de status permanente sobre Jerusalém, baseando a sua política nos princípios estabelecidos na Resolução 242 do Conselho de Segurança das Nações Unidas, nomeadamente a impossibilidade de aquisição de território pela força. Não reconhecerá quaisquer alterações às fronteiras anteriores a 1967 em relação a Jerusalém, a menos que seja algo acordado entre as partes. Também pediu a reabertura das instituições palestinas em Jerusalém Oriental, em particular a Casa do Oriente e a Câmara de Comércio, e pediu ao governo israelense que cesse todo tratamento discriminatório dos palestinos em Jerusalém Oriental, especialmente no que se refere às autorizações de trabalho, acesso a educação e serviços de saúde, licenças de construção, demolições de casas, impostos e despesas."
A União Europeia estabeleceu sua posição em uma declaração de princípios em dezembro passado. Uma solução de dois Estados, com Israel e Palestina lado a lado em paz e segurança. Um Estado viável da Palestina na Cisjordânia, incluindo Jerusalém Oriental e Faixa de Gaza, com base nas fronteiras de 1967. Um caminho deve ser encontrado para resolver o estatuto de Jerusalém como a futura capital de Israel e da Palestina"— Catherine Ashton, Alta Representante para os Negócios Estrangeiros e a Política de Segurança da União Europeia

## Rússia
Em 6 de abril de 2017, o Ministério dos Negócios Estrangeiros da Rússia emitiu uma declaração dizendo: "Reafirmamos nosso compromisso com os princípios aprovados pela ONU para um acordo palestino-israelense, que inclui o estatuto de Jerusalém Oriental como a capital do futuro Estado palestino. Ao mesmo tempo, devemos afirmar que, neste contexto, vemos Jerusalém Ocidental como a capital de Israel". Alguns comentaristas interpretaram isto como um reconhecimento russo da reivindicação de Israel a Jerusalém Ocidental, enquanto outros entenderam a declaração como uma intenção russa de reconhecer Jerusalém Ocidental como a de Israel no contexto de um acordo de paz com os palestinos.
A Rússia tomou posições contra a construção de assentamentos israelenses em Jerusalém Oriental. Em março de 2010, o ministro das Relações Exteriores da Rússia, Sergey Lavrov, disse: "Os planos de Israel para continuar as atividades de construção eram inaceitáveis e podiam dificultar o processo de reconciliação". Em janeiro de 2011, reafirmando o reconhecimento russo do Estado da Palestina, o presidente Dmitri Medvedev disse que a Rússia "apoiou e apoiará o direito inalienável do povo palestino a um Estado independente com sua capital em Jerusalém Oriental".

## Estados Unidos

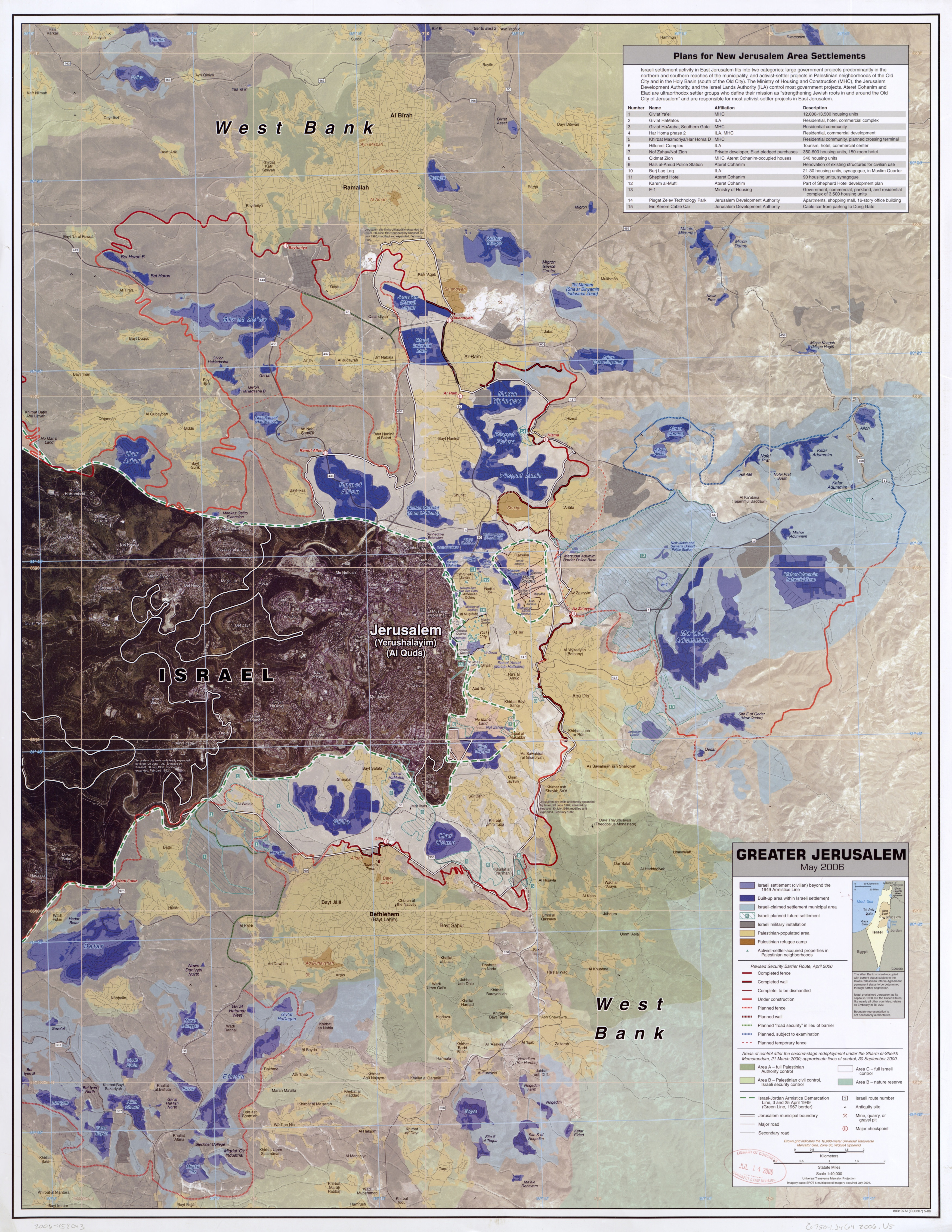
Grande Jerusalém, maio de 2006. Mapa de sensoriamento remoto da CIA que mostra o que eles consideram como assentamentos, campos de refugiados, cercas, muros, etc.

Historicamente, os Estados Unidos consideraram desejável o estabelecimento de um regime internacional para a cidade, com seu estatuto final resolvido através de negociações. Antes do anúncio do presidente Donald Trump em 6 de dezembro de 2017, o país não reconhecia Jerusalém como a capital de Israel.
Os Estados Unidos votaram a favor do Plano da ONU para a partilha da Palestina de 1947 e da Resolução 194 da Assembleia Geral das Nações Unidas, em dezembro de 1948, na sequência da guerra árabe-israelense de 1948, mas votou contra a Resolução 303, em dezembro de 1949, que reafirmava que Jerusalém seria estabelecido um corpus separatum em um regime internacional especial a ser administrado pelas Nações Unidas, porque os Estados Unidos consideraram o plano inviável depois que Israel e a Jordânia estabeleceram uma presença política na cidade.
Os Estados Unidos se opuseram a que Israel mudasse sua capital de Tel Aviv para Jerusalém Ocidental, após a declaração de Israel de que Jerusalém era a sua capital em 1949. O país também se opôs ao plano da Jordânia de fazer de Jerusalém sua segunda capital em 1950. Os Estados Unidos se opuseram à anexação de Jerusalém Oriental por Israel após a Guerra de 1967. Os Estados Unidos propuseram que o futuro de Jerusalém fosse objeto de uma solução negociada. As administrações subsequentes mantiveram a mesma política de que o futuro de Jerusalém não seria objeto de ações unilaterais que poderiam prejudicar as negociações, como a mudança da embaixada dos Estados Unidos de Tel Aviv para Jerusalém.
Em 1995, no entanto, o Congresso dos Estados Unidos aprovou a Lei da Embaixada de Jerusalém, que declarou que "Jerusalém deve ser reconhecida como a capital do Estado de Israel", mas nenhum presidente estadunidense havia ratificado a decisão até 6 de dezembro de 2017, quando o governo do presidente Donald Trump reconheceu oficialmente Jerusalém como a capital de Israel, apesar das críticas dos líderes palestinos. Trump acrescentou que iniciaria o processo de criação de uma nova embaixada do país em Jerusalém.

## Brasil
O governo do Brasil mantém a postura histórica de que o estatuto de Jerusalém, assim como as fronteiras entre Israel e Palestina, devem ser assuntos a serem definidos após negociações entre os dois povos. "O governo brasileiro reitera seu entendimento de que o status final da cidade de Jerusalém deverá ser definido em negociações que assegurem o estabelecimento de dois estados vivendo em paz e segurança dentro de fronteiras internacionalmente reconhecidas e com livre acesso aos lugares santos das três religiões monoteístas, nos termos das resoluções do Conselho de Segurança das Nações Unidas, como a Resolução 478 de 1980, entre outras", disse, em nota, o Ministério das Relações Exteriores.